# Театр смерті
Театр смерті (англ. Theatre of Death) — англійський фільм жахів 1967 року.

## Сюжет
Керівник трупи, холодний і жорстокий Філіп Дарвас, вимагає від артистів виконувати на сцені саме те, що він задумав. Однак нові постановки під його керівництвом почали привертати увагу поліції після трагічних випадків прямо на сцені. Хтось жорстоко вбиває членів театральної трупи. У кожного актора є свої секрети, які він не хоче виносити назовні.

## У ролях
| Актор          | Роль             |
| -------------- | ---------------- |
| Крістофер Лі   | Філіп Дарвас     |
| Джуліан Гловер | Чарльз Маркіз    |
| Лілія Гольдоні | Дані Гіро        |
| Дженні Тілль   | Ніколь Шапель    |
| Евелін Лей     | мадам Анжеліка   |
| Айвор Дін      | інспектор Міхеод |
| Джозеф Фюрст   | Карл Шиллер      |
| Бетті Вулф     | Колетт           |
| Леслі Хандфорд | Джозеф           |
| Фрейзер Керр   | П'єр             |